# Polarkreis 18
Polarkreis 18 – niemiecki boysband pochodzący z Drezna, wykonujący muzykę pop. Członkowie zespołu poznali się w szkole, gdzie w 1998 roku założyli zespół „Jack of all Trades”. W 2004 roku nazwa została zmieniona na „Polarkreis 18”. Styl, który wykonują opisuje się jako pop, synthpop i indietronica.

## Dyskografia

### Albumy
| Rok  | Tytuł              | Pozycja na liście przebojów | Pozycja na liście przebojów | Pozycja na liście przebojów |
| Rok  | Tytuł              | DE                          | AT                          | CH                          |
| ---- | ------------------ | --------------------------- | --------------------------- | --------------------------- |
| 2005 | Look               | -                           | -                           | -                           |
| 2007 | Polarkreis         | 96                          | -                           | -                           |
| 2008 | The Colour Of Snow | 14                          | -                           | 62                          |
| 2010 | Frei               | 73                          | -                           | -                           |

### Single
| Rok  | Tytuł               | Pozycja na liście przebojów | Pozycja na liście przebojów | Pozycja na liście przebojów | Pozycja na liście przebojów | Pozycja na liście przebojów | Pozycja na liście przebojów | Pozycja na liście przebojów | Pozycja na liście przebojów | Album              |
| Rok  | Tytuł               | DE                          | AT                          | CH                          | DK                          | BE                          | NL                          | EU                          | ISR                         | Album              |
| ---- | ------------------- | --------------------------- | --------------------------- | --------------------------- | --------------------------- | --------------------------- | --------------------------- | --------------------------- | --------------------------- | ------------------ |
| 2008 | Allein, Allein1, 2  | 1                           | 2                           | 7                           | 3                           | 5                           | 61                          | 11                          | 2                           | The Colour of Snow |
| 2009 | The Colour of Snow  | 5                           | 38                          | -                           | -                           | -                           | -                           | 34                          | -                           | The Colour of Snow |
| 2009 | Happy Go Lucky      | 72                          | -                           | -                           | -                           | -                           | -                           | -                           | -                           | The Colour of Snow |
| 2010 | Unendliche Sinfonie | 32                          | -                           | -                           | -                           | -                           | -                           | -                           | -                           | Frei               |